# پاپایا بول
پاپایا بول (پرتغالی: Papaya Bull) یک مجموعه تلویزیونی انیمیشن کمدی برزیلی است که توسط ریکاردو پرز، رودریگو الر، آندریا میدوری سیمائو، جوتاگا کرما و تیاگو ملو برای شبکه نیکلودئون برزیل در ۲ اکتبر ۲۰۱۷ ساخته شده‌است.